# Żabno
Żabno – miasto w powiecie tarnowskim (woj. małopolskie) położone na prawym brzegu Dunajca. Siedziba gminy miejsko-wiejskiej Żabno.
Według danych GUS z 1 stycznia 2024 r. miasto liczyło 4100 mieszkańców, a powierzchnia wynosiła 11,13 km².

## Historia

Władysław, król polski, nadaje prawo niemieckie miastom: Książ, Żabno i Brzeg wraz z przyległymi wioskami (1400)

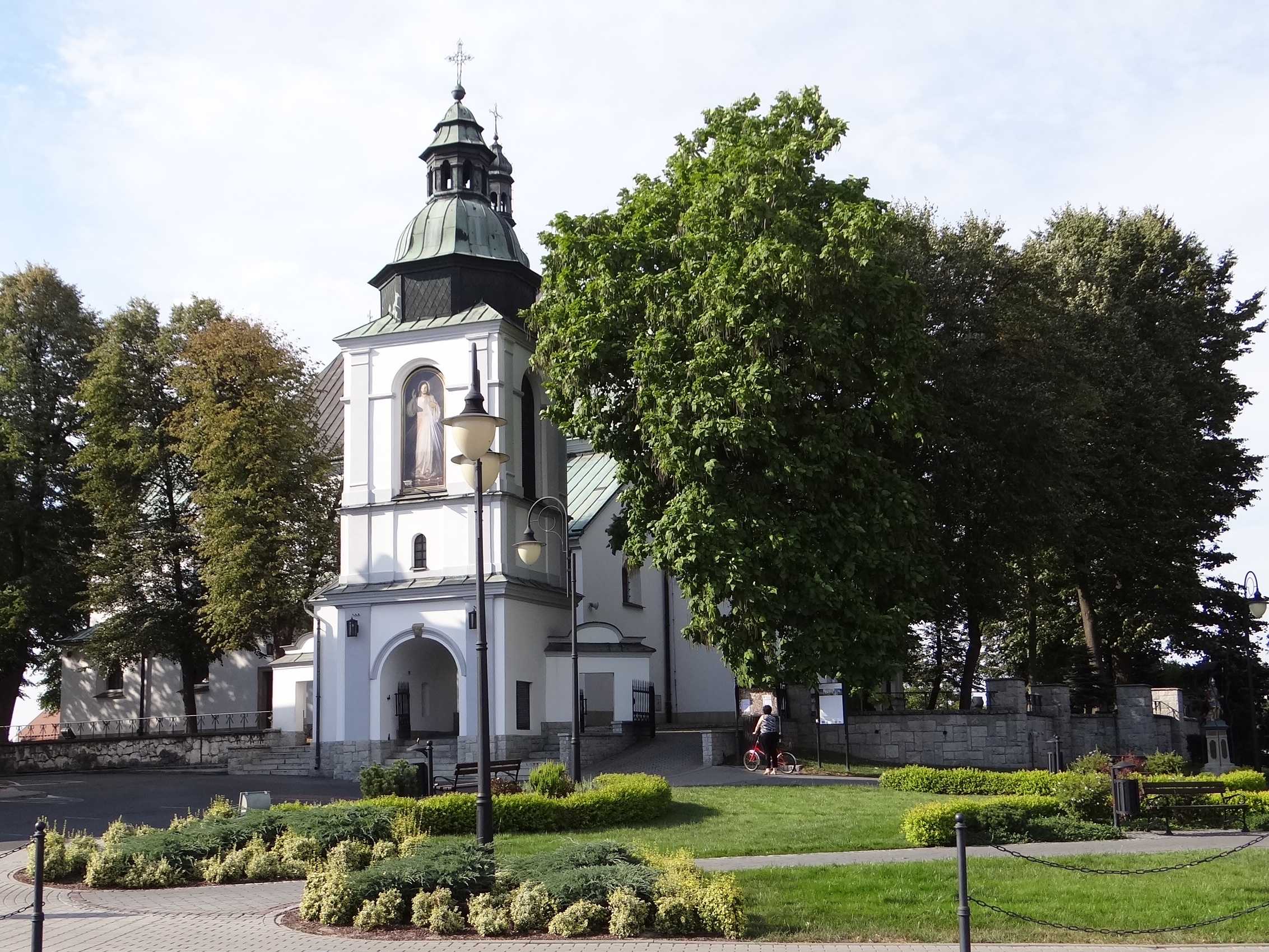
Kościół par. pw. Świętego Ducha

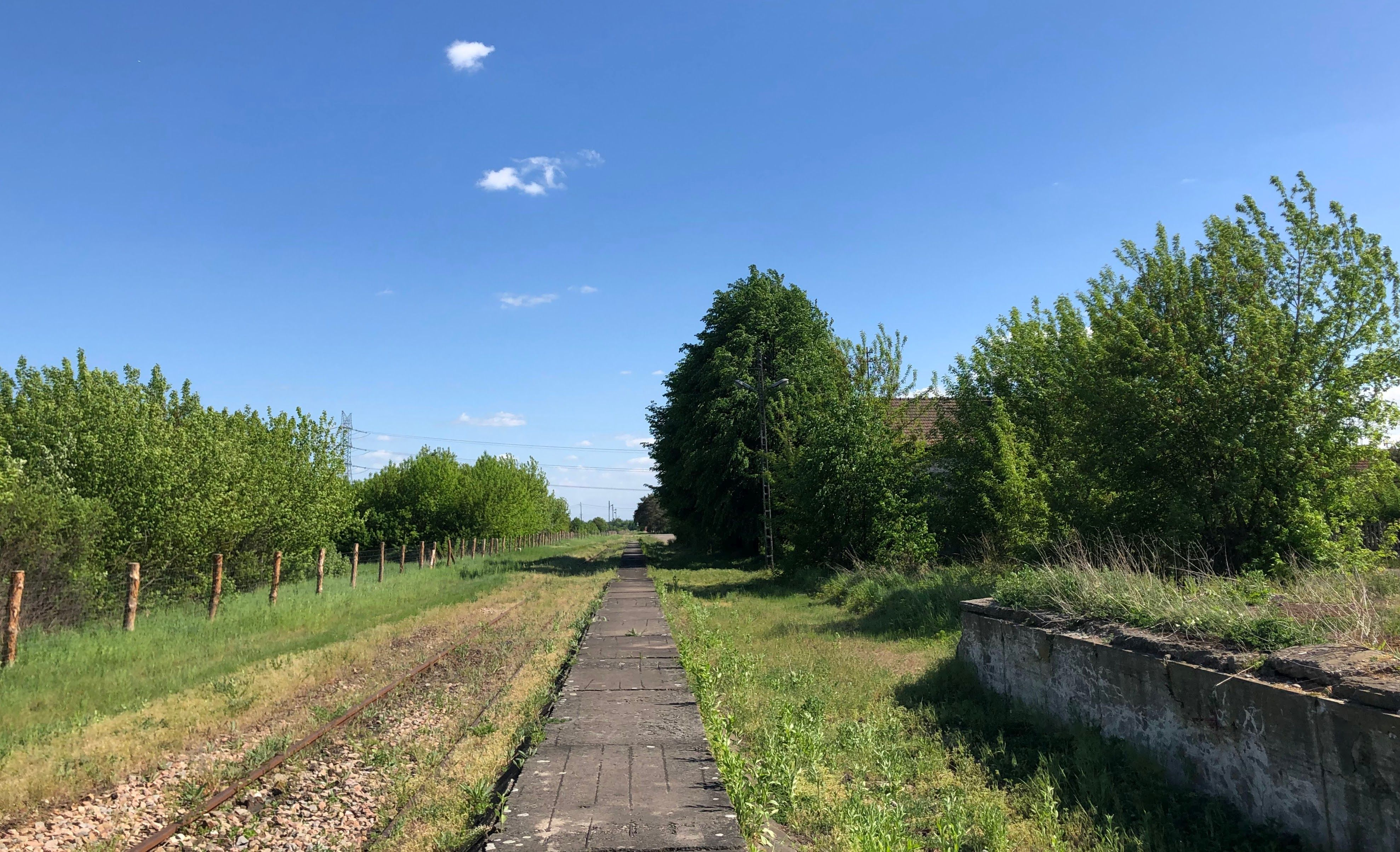
Stacja kolejowa w Żabnie (2022)

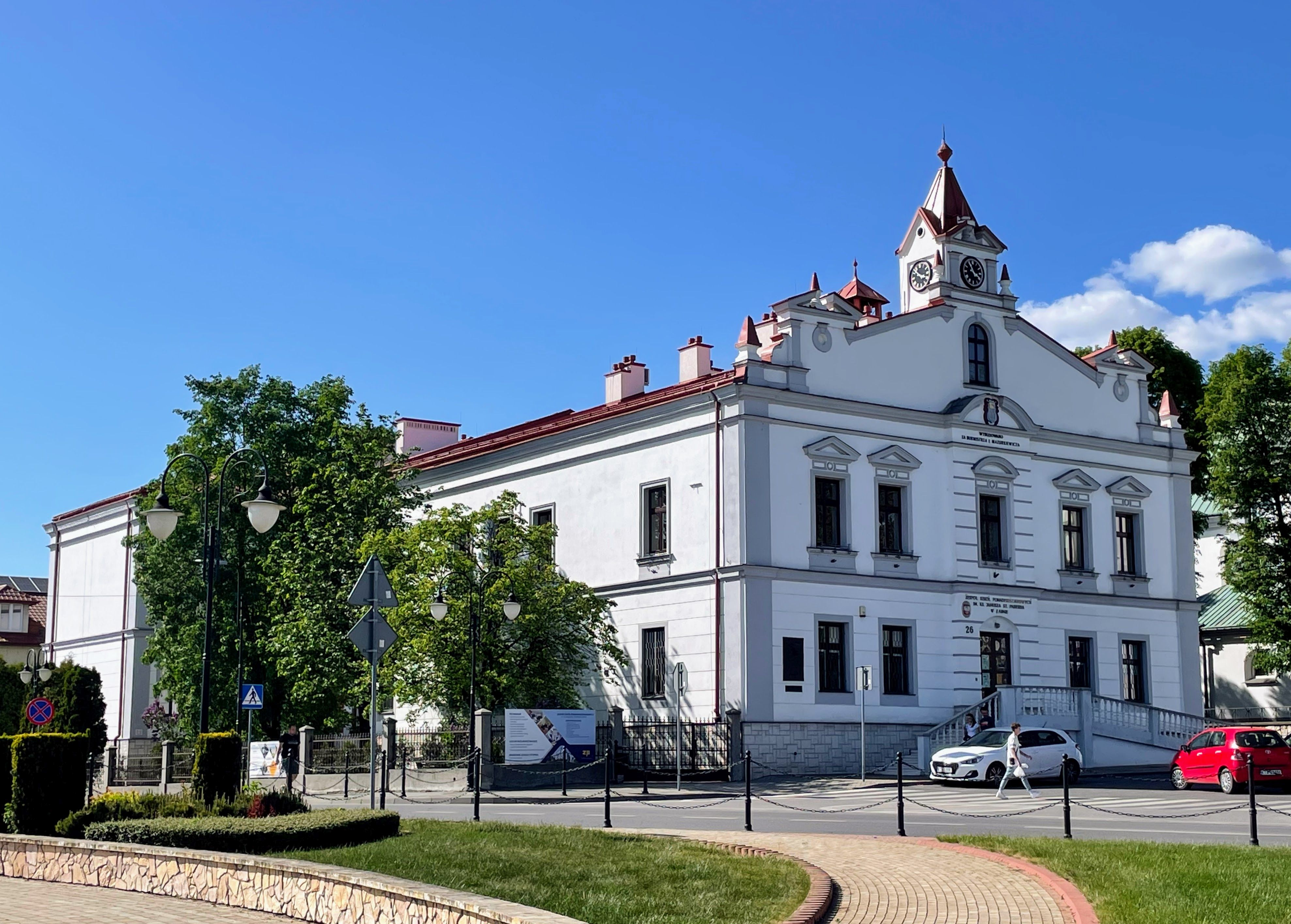
Ratusz w Żabnie (2022)

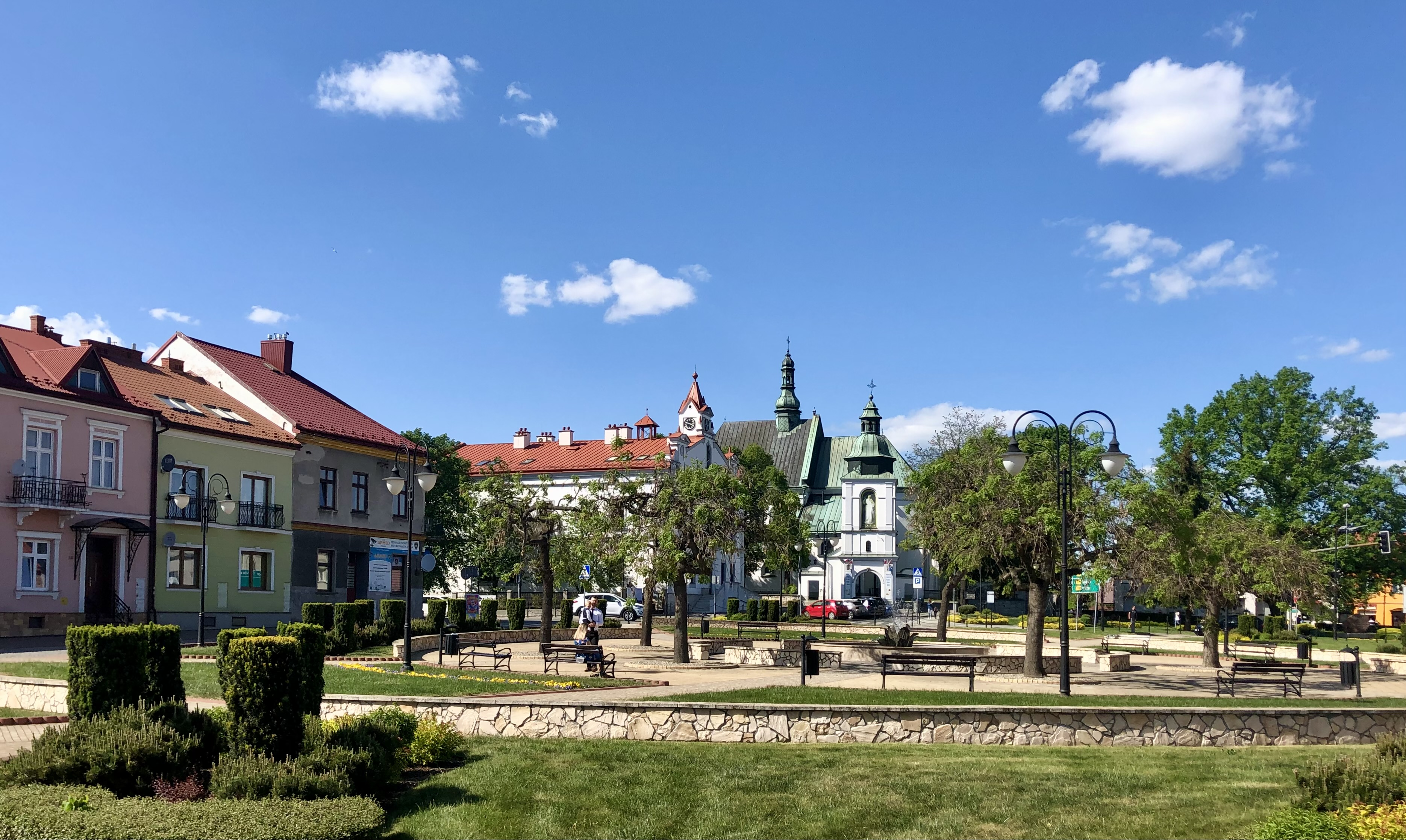
Rynek w Żabnie, widok od południa

Miejscowość początkowo była niewielką osadą. Najstarsza pisana wzmianka o Żabnie pochodzi z 1274 roku, w tym roku książę Bolesław Wstydliwy nadał miejscowość rycerzowi Świętosławowi z rodu Gryfitów. Prawa miejskie Żabno uzyskało przed 1385 rokiem. W 1400 roku król polski Władysław Jagiełło nadał miastu prawo niemieckie.
Miejscowość wymienia w latach 1470–1480 Jan Długosz w księdze Liber beneficiorum dioecesis Cracoviensis wymieniając dziedzica Jana Rabsztyńskiego z Kraśnika, który odziedziczył ją po matce. Miasto miało wówczas 12 łanów mieszczańskich, łan wójtowski oraz folwark szlachecki z dworem.
Od XV wieku następuje rozwój rzemiosła. Żabno ze względu na swoje położenie komunikacyjne, stało się miejscem jarmarków. Prawo do nich miasto otrzymało w 1487 roku, a ich tradycja przetrwała do dziś. W XV wieku w mieście znajdowały się dwa kościoły, pw. Świętego Ducha i pw. Świętego Krzyża. Obecnie w mieście istnieje jedna parafia rzymskokatolicka pod wezwaniem Ducha Świętego, należąca do dekanatu Żabno, diecezji tarnowskiej.
Miasto było wielokrotnie niszczone, w 1501 roku zostało spalone przez Tatarów, a w 1655 roku przez Szwedów i przez wojska Rakoczego.
Po rozbiorach Polski miejscowość znalazła się w zaborze austriackim. W 1799 roku prawie całe miasto strawił pożar. W XIX-wiecznym Słowniku geograficznym Królestwa Polskiego miejscowość wymieniona jest w powiecie tarnowskim w Galicji. Według austriackiego spisu powszechnego pod koniec XIX wieku we wsi było 178 domów, w których mieszkało 1341 mieszkańców w tym 656 mężczyzn i 685 kobiet. W miasteczku mieszkało wtedy 669 katolików oraz 672 izraelitów. W miejscowości znajdowała się 6-klasowa szkoła ludowa, urząd podatkowy i pocztowy.
Miasto utraciło prawa miejskie w 1909 roku, a odzyskało je w 1934 roku już po odzyskaniu niepodległości przez Polskę.
Podczas okupacji hitlerowskiej, w maju 1942 roku Niemcy utworzyli getto dla żydowskich mieszkańców. Przebywało w nim około 800 Żydów. We wrześniu 1942 roku zostali wywiezieni do getta w Tarnowie.
W kwietniu 1943 roku opodal miasta doszło do starcia oddziału „Stacha” Gwardii Ludowej z Niemcami i granatową policją. Zginęło kilkunastu gwardzistów. W latach 1975–1998 miasto administracyjnie należało do województwa tarnowskiego.
17 stycznia 1945 roku do Żabna wkroczyły oddziały przez oddziały Armii Czerwonej. Dwudziestu żołnierzy poległych w walkach zostało pochowanych w zbiorowej mogile na cmentarzu. W 1948 roku na mogile ustawiono pomnik.

## Zabytki
Obiekt wpisany do rejestru zabytków nieruchomych województwa małopolskiego.
- Kościół pw. Ducha Świętego, otoczenie, drzewostan, wieża bramna;
- cmentarz wojenny nr 253;
- cmentarz żydowski, ul. Kościuszki.

## Gospodarka
W XIX wieku ludność trudniła się przeważnie rolnictwem oraz handlem. Pierwszym zakładem przemysłowym w Żabnie była cegielnia uruchomiona w 1905 roku. Obecnie Żabno jest ośrodkiem usługowym, z drobnym przemysłem m.in. metalowym i przetwórczym (przetwórstwo warzyw). Na terenie miasta znajdują się również dwie fabryki świeczek.

## Związani z miejscowością
W Żabnie urodził się pisarz Adolf Rudnicki.
W Żabnie często bywał Stanisław Wyspiański, w miejscowym kościele znajdują się witraże według jego projektu.

## Transport
Przez Żabno przebiegają drogi wojewódzkie nr 973 oraz nr 975.
W Żabnie znajduje się nieczynna dla ruchu pasażerskiego stacja kolejowa. Przechodzi przez nią zbudowana w 1906 r. linia kolejowa Tarnów – Szczucin, czyli tzw. Szczucinka. Od 2000 roku po linii nie kursują rozkładowe pociągi pasażerskie. Współcześnie stacja w Żabnie jest ostatnim miejscem do którego mogą dojechać pociągi na linii kolejowej nr 115. Obecnie na żabnieńską stację sporadycznie przyjeżdżają pociągi towarowe, a w latach 2019–2022 na żabnieńskiej stacji pojawiły się pasażerskie pociągi retro organizowane m.in. w ramach projektu „Małopolskie Szlaki Turystyki Kolejowej”.

## Media
- Nowa Gazeta Żabnieńska

## Edukacja
- Szkoła Podstawowa im. Stanisława Wyspiańskiego
- Zespół Szkół Ponadpodstawowych im. ks. Janusza St. Pasierba
- Przedszkole Publiczne
- Niepubliczne Przedszkole ''Smerfna Chata”

## Demografia

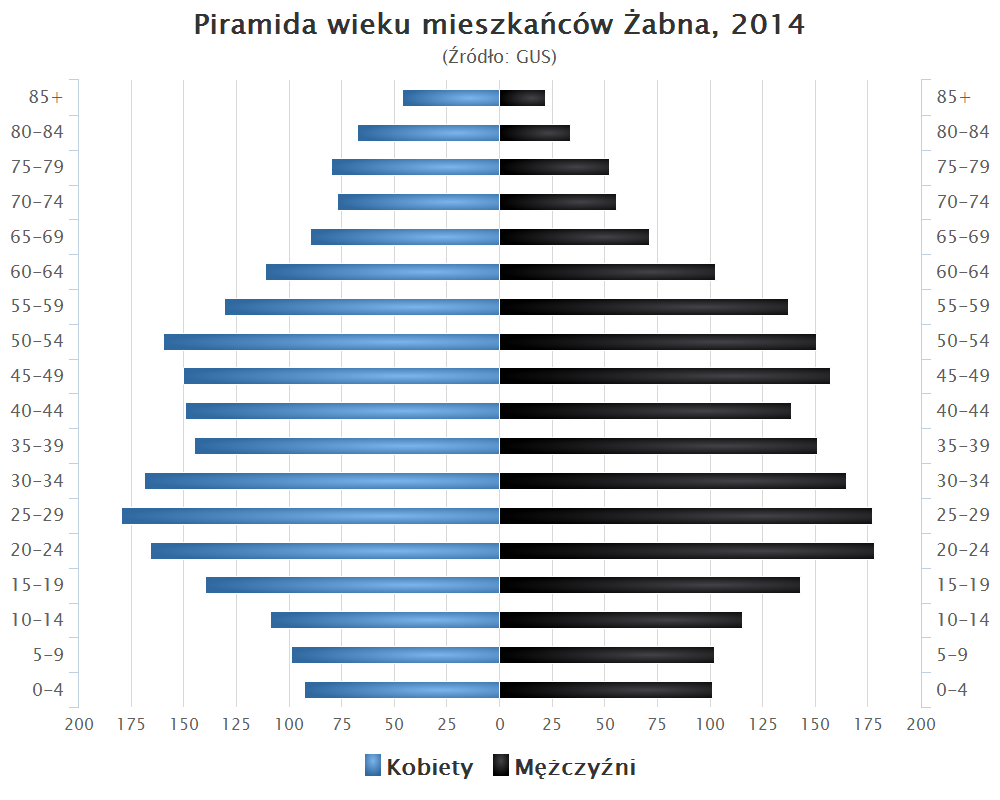
Piramida wieku mieszkańców Żabna w 2014 roku

31 grudnia 2016 roku Żabno zamieszkiwało 4230 osób, w tym 2170 kobiet i 2060 mężczyzn. Średni wiek mieszkańców miasta wynosi 40,8 lat. Żabno ma dodatni przyrost naturalny (3,3 na tysiąc mieszkańców).

## Sport
W Żabnie działa klub piłkarski MLKS Żabno, którego najwyższym osiągnięciem jest udział w rozgrywkach IV ligi polskiej w piłce nożnej, natomiast w sezonie 2023/2024 występuje w klasie okręgowej, gr. Tarnów II.

## Współpraca międzynarodowa
Miasta i gminy partnerskie:
 Bad Berka